# Вальдбрунн (Вестервальд)
Вальдбрунн (нім. Waldbrunn) — громада в Німеччині, знаходиться в землі Гессен. Підпорядковується адміністративному округу Гіссен. Входить до складу району Лімбург-Вайльбург.
Площа — 29,77 км2. Населення становить 5787 ос. (станом на 31 грудня 2020).